# ブライス交差点の戦い
ブライス交差点の戦い（ブライス交差点の戦い、英:Battle of Brice's Crossroads）は、南北戦争中の1864年6月10日に、ミシシッピ州リー郡のボールドウィン近くで行われた戦闘である。南軍ネイサン・ベッドフォード・フォレスト少将が率いる4,787名の分遣隊が北軍サミュエル・D・スタージス准将の率いる8,100名の軍勢と対戦した。この戦いは北軍の壊走におわり、フォレストの偉大な騎兵指揮官としての名声を確固たるものにした。
この戦闘は勢力で劣る部隊が戦術や地形を活かし、積極的な攻撃を行うことで勝利を得た例として教科書に載っている。この勝利にも拘らず、南軍はアラバマ州とミシシッピ州から一時的に北軍を追い出す以外ほとんど得るものが無かった。

## 背景
北軍のウィリアム・シャーマン少将は、フォレストの騎兵襲撃による破壊行動のために、テネシー州を抜ける元々脆い供給線と通信線が深刻な危険に曝されていることを以前から承知していた。フォレストの活動を止めるために、スタージス将軍に約8,500名の部隊で北部ミシシッピ州とアラバマ州を抜け、フォレストとその部隊を破壊するよう命令した。スタージスは幾らかの疑念と不安を抱いた後で、6月1日にテネシー州メンフィスを出発した。南軍のスティーブン・D・リー少将はスタージス軍の動きを知ってフォレストに警告した。リーはまた、ミシシッピ州オコロナでフォレストの部隊と落ち合う計画を立てたが、フォレストには適当と思うように行動するよう伝えた。フォレストは既にテネシー州に移動中であり、その騎兵隊（1個師団に満たない数）をスタージス軍に向けたが、北軍の意図が分からないままだった。
フォレストは間もなく北軍がブライス交差点から南に約15マイル (24 km) 、リー郡に位置するテューペロを目標にしていると正しく推測した。自軍は勢力でかなり負けてはいたが、リーを待つよりはスタージス軍を撃退することに決め、スタージス軍の通り道に迎え撃つ場所を選定した。フォレストは、現在リー郡にあるブライス交差点を選んだ。そこは4本のぬかるみ道と深い森があり、東から西に架かる1つの橋があるだけのティショミンゴ・クリークが自然の境界になっていた。フォレストは北軍の騎兵隊が歩兵隊よりも3時間先行していることを見て取り、まず騎兵隊を攻撃して、敵の歩兵隊が急いで救援に来るようにさせる作戦を立てた。その歩兵隊は急いだために疲れ切っており有効に救援できないであろうから、そこで南軍は北軍全体を西のクリークの方に押していけばよいと考えた。フォレストはその部隊の大半を近くの2つの町に派遣し待機させた。

## 戦闘

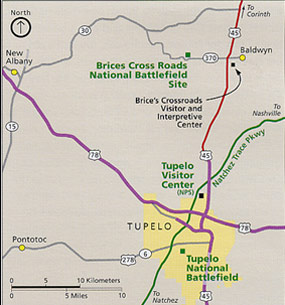
今日の戦場跡付近図。中央北が戦場跡、南にトゥーペロ、東にボールドウィンがある。

6月10日午前9時45分、北軍ベンジャミン・グリアソン騎兵師団の1個旅団がブライス交差点に到着し、午前10時半に戦闘が始まり、南軍は1個旅団で引き伸ばし作戦を行った。続いてフォレストが騎兵隊の残りに交差点周辺に集まるよう命じた。北軍騎兵隊の残りが到着して支援したが、南軍の強力な攻撃で間もない午前11時半には押し込み始め、そこへフォレスト騎兵隊の残りが戦場に到着した。グリアソンは歩兵の応援を要求し、スタージスが応じた。前線は北軍歩兵の最初の連隊が到着した午後1時半まで膠着した。
北軍の前線は歩兵で当初は支えられ、一時は機運を掴んで南軍左側面を攻撃したが、北軍歩兵隊の残りが戦場に着く前にフォレストが最右翼と左翼から攻撃を掛けさせた。戦闘のこの時点においてフォレストはその砲兵隊を前に出し、防御も無いまま北軍陣地からほんの数ヤードの距離で北軍前線にぶどう弾を放たせた。スタージス軍は大きな損失を受けて、交差点の周りに東を向いて半円状の密な前線を再構築させた。
午後3時半、南軍の第2テネシー騎兵隊がティショミンゴ川に架かる橋の所で急襲を掛けた。この攻撃は失敗したが、北軍の中に大変な混乱を生じさせ、スタージスは全軍退却を命じた。テネシー部隊はなおも圧力を掛け、北軍の退却は橋がボトルネックになって、恐慌に捉われた壊走に変わった。それに続く乱れたままの逃走と追撃はメンフィスまでの6郡に及び、その後疲れ果てた南軍が追撃を止めて退いた。

## 戦闘の後
南軍の損失が492名だったのに対し、北軍の損失は2,164名（1,500名の捕虜を含む）に昇った。フォレストは莫大な武器、大砲と弾薬、さらには多くの物資を手に入れた。スタージスは降格され、遠く西部に左遷された。この戦闘後、北軍は再びフォレストが黒人兵を虐殺したと告発した。しかし、歴史家達は後の捕虜交換の結果では北軍の主張する不均衡な黒人兵の死亡率という主張を弱めることになったので、この告発は不当と考えている。

## 今日の戦場跡
この戦闘は1929年に設立されたブライス交差点国立戦場史跡に記念されている。アメリカ合衆国国立公園局は交差点の周辺1エーカー (4,000 m2) に記念碑と説明板を立てて維持している。ここはかってブライス家の家が建っていたところである。ブライス交差点博物館が戦場からほんの1マイル (1.6 km) ちょっと離れたボールドウィンにある。ブライス交差点は南北戦争の戦場の中でも最も美しく保存された場所の1つと考えられている。
1994年、関心を持った地元の市民がブライス交差点国立戦場委員会を結成し、戦場跡を拡げて保存することになった。南北戦争保存信託（元南北戦争戦場跡保存協会と南北戦争信託）からの援助があり、また連邦政府、州政府および地元自治体政府の援助もあって、ブライス交差点国立戦場委員会は昔の戦場跡800エーカー (3.2 km2) 以上を購入し保存した。その土地の大半は現在も戦場跡の土地を所有しているトゥーペロのアグニュー家から購入した。
現代のベサニー長老派協会が交差点の南東側に立っている。戦闘があったとき、この協会の集会所はボールドウィン道路に沿ったさらに南にあった。しかし、国立公園局の記念碑に隣接するベサニー墓地は南北戦争以前からあった。この地域の初期開拓者の多くがここに埋葬されている。この戦闘で戦死した南軍兵90名以上の墓もこの墓地にある。この戦闘で戦死した北軍兵は戦場の共同墓地に埋葬されたが、後にメンフィスの国立墓地に移葬された。
ブライス交差点の道路はボールドウィン、トゥーペロ、リプリーおよびポントトックに通じている。トゥーペロは歴史有るリー郡の郡庁所在地である。その道は今日舗装され、リー、プレンティスおよびユニオンの各郡に通じる主要道路であり、国立戦場跡を通った数多くの車が他の目的地に向かっている。